# Municipio de Blackwater (condado de Saline)
El municipio de Blackwater (en inglés: Blackwater Township) es un municipio ubicado en el condado de Saline en el estado estadounidense de Misuri. En el año 2010 tenía una población de 357 habitantes y una densidad poblacional de 3,06 personas por km².

## Geografía
El municipio de Blackwater se encuentra ubicado en las coordenadas 38°57′53″N 93°8′9″O / 38.96472, -93.13583. Según la Oficina del Censo de los Estados Unidos, el municipio tiene una superficie total de 116.77 km², de la cual 116,05 km² corresponden a tierra firme y (0,62 %) 0,72 km² es agua.

## Demografía
Según el censo de 2010, había 357 personas residiendo en el municipio de Blackwater. La densidad de población era de 3,06 hab./km². De los 357 habitantes, el municipio de Blackwater estaba compuesto por el 97,2 % blancos, el 0,28 % eran amerindios, el 0,28 % eran asiáticos, el 0,84 % eran de otras razas y el 1,4 % eran de una mezcla de razas. Del total de la población el 3,08 % eran hispanos o latinos de cualquier raza.